# 1639 w literaturze
Wydarzenia literackie w 1639 roku.

## Nowe książki
- polskie

- zagraniczne
  - John Fletcher, Monsieur Thomas

## Urodzili się
- 21 grudnia - Jean Baptiste Racine, francuski dramaturg (zm. 1699)

## Zmarli
- Tommaso Campanella, włoski poeta
- Martin Opitz, niemiecki poeta